# 伊哈爾·斯塔薩維奇
伊哈爾·斯塔薩維奇（1985年10月21日—）是一位白俄羅斯足球運動員。在場上的位置是攻擊型中場。他現在效力於白俄羅斯足球超級聯賽球隊巴迪。他也代表白俄羅斯國家足球隊參賽，為白俄羅斯國家隊打入過兩個進球。